# スーリシクーリ

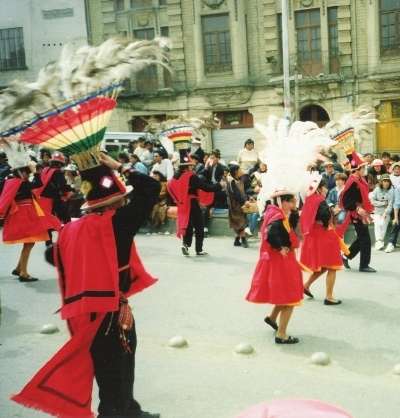
スーリシクーリ - ボリビア ラパス市

スーリシクーリ (Suri Sicuri) とは、ボリビアなどのアンデス地方で踊られる踊りの一つ。単に「スーリ」と呼ぶことも多い。
「スーリ」とはアンデスの先住民族であるアイマラ族の言葉でダチョウの仲間のレアを示す。レアの大きな羽を使って作った巨大な帽子をかぶって踊るのが特徴である。黒いシャツと赤いポンチョを着ることが多い。女性は赤いマントと赤いスカートをはく。
帽子の羽の大きさや形は数種類あり、最も大きなものだと直径が2m近くになる。縦に長く伸びたものやマッシュルーム状のものもある。おおむね、男性が大きな羽を、女性が小さな羽をつける。
「シクーリ」とは「シク (sicu)を吹く人」の意味であり、「シク」とはサンポーニャのことである。この名前の通り、この踊りの本来はサンポーニャを吹きながら踊るものである。しかし、最近のカーニバルで踊られる場合にはサンポーニャは吹かないことが多い。
また、「ワンカラ」 (wankara)と呼ばれる太鼓を叩きながら踊られることもある。
手を広げ、足を大きく動かして優雅に踊るのが上手な踊り方とされる。時折、つま先を細かくクルクルと回しながらステップを踏む。
カーニバルで踊る場合、あらかじめステップのパターンを10種類ほど決めておき、グループの先頭の踊り手が指で合図を出してパターンを指示する。羽を大きく回しながら一斉にターンをする様子は華麗である。
ラパスやオルロのカルナバル（カーニバル）で踊られるが、このスーリシクーリを踊るグループはそれほど多くはない。1つのグループは数十人ないし百数十人程度で構成されることが多い。
元々は、チチカカ湖周辺の人たちが、結婚式などの祝い事の際に踊っていた。大地の神であるパチャママに、自然の動物たちとの融和を示して捧げる踊りであると言われる。